# 史岱文森广场

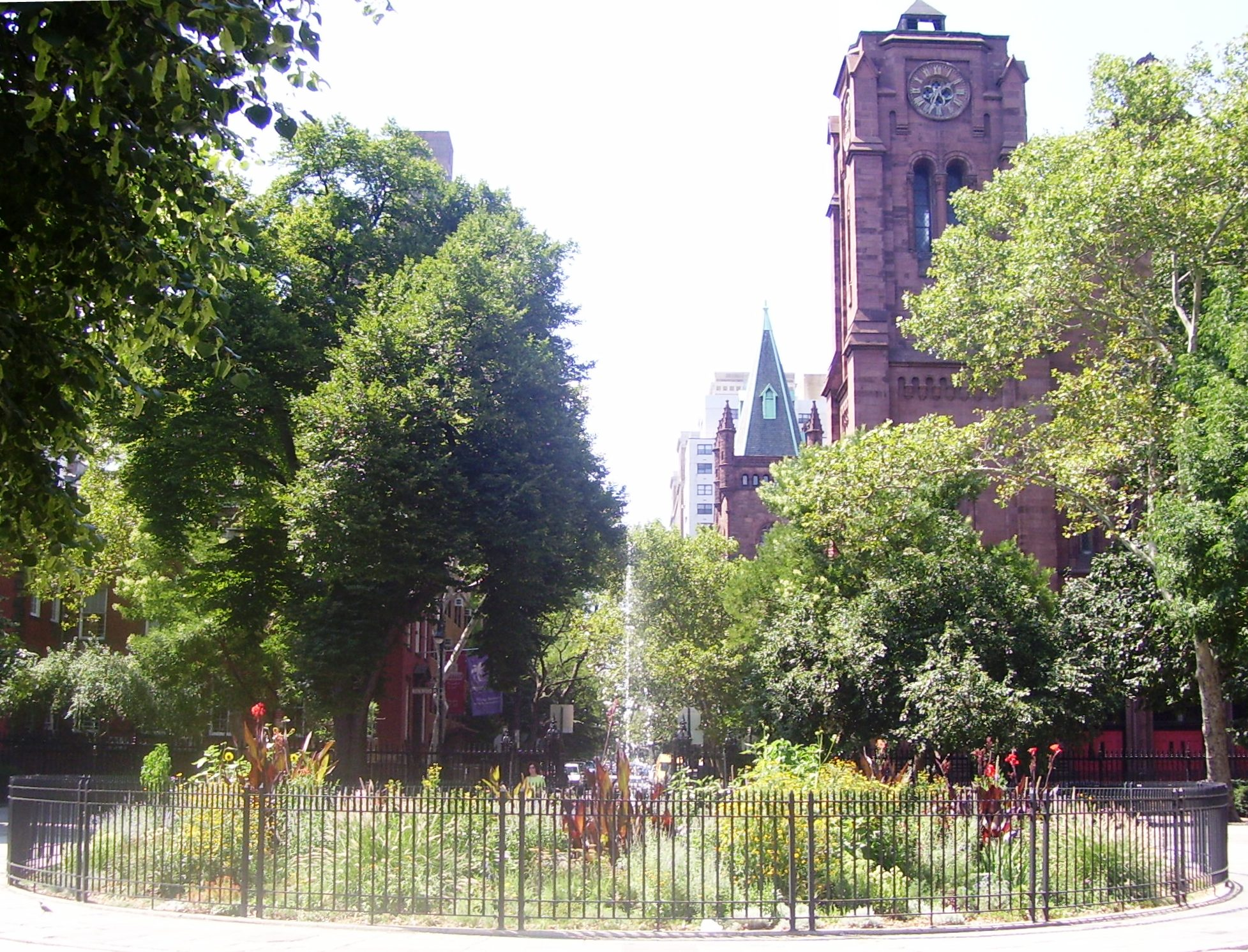

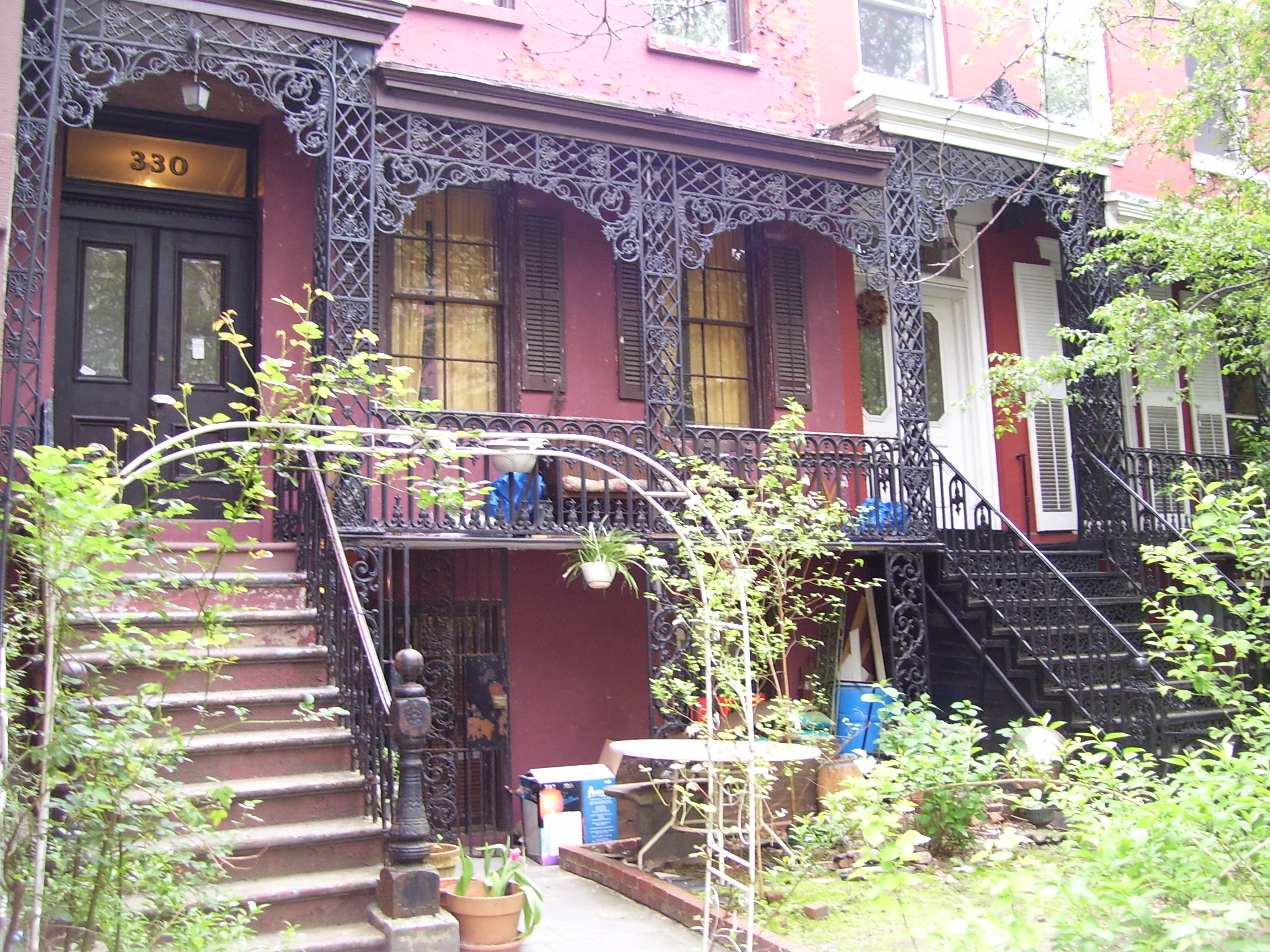

40°44′01″N 73°59′02.4″W / 40.73361°N 73.984000°W
史岱文森广场（Stuyvesant Square）是纽约市曼哈顿的一个公园，介于15街和17街之间。第二大道将其分割为东西两部分，分别围以铸铁栅栏。该名称也用于公园周围的街区，大致以14街、18街、第一大道、第三大道为界。
广场周围是贵格会聚会所及神学院──圣公会圣乔治堂，约翰·皮尔庞特·摩根曾在此礼拜。东侧是贝丝以色列医疗中心──罗伯特·梅普尔索普艾滋病患者住院治疗设施，兴建在波西米亚作曲家德沃夏克的1893年住所（东17街327号）。史岱文森高中老校园位于附近。
1975年，广场及其周围指定为史岱文森广场历史区。1967年、1969年和1997年，贵格会聚会所、圣乔治堂和史岱文森高中先后被列为纽约市地标。